# Selimoğlu, Divriği
Selimoğlu là một xã thuộc huyện Divriği, tỉnh Sivas, Thổ Nhĩ Kỳ. Dân số thời điểm năm 2011 là 25 người.